# マレーシアとベトナムの関係
マレーシアとベトナムの関係 (英語: Malaysia–Vietnam relations、マレー語: Hubungan Malaysia-Vietnam, ベトナム語: Quan hệ Malaysia-Việt Nam) は、少なくとも15世紀までさかのぼれる。近年においては、マレーシアは1973年3月30日にベトナムと外交関係を築き、2015年現在においてもこの関係は継続している。1970年代後半から1980年代にかけて、両国間の関係はカンボジア・ベトナム戦争とベトナムからのボートピープルのマレーシアへの流入の結果、緊張状態にあった。その後これらの問題が解決したことにより、強力な経済や貿易での結びつきが醸成された。また二国間にあっては、情報技術、教育、国防とともに貿易の関係が急激に成長した。
ベトナムとマレーシアは、タイランド湾と南シナ海にて海の国境線で接しており、また南沙諸島の領有をそれぞれ主張している。両国は、いずれも相手国の首都に大使館を設置している。すなわち、ベトナムはクアラルンプールに大使館を、マレーシアはハノイに大使館、 ホーチミン市にはマレーシア領事館を置いている。歴史的な記録によれば、現代のマレーシアに該当する国や王国を訪問するベトナム人は、18世紀以来ごくわずかな人数であった。これに対して現代のマレーシアは、移民労働者、メールオーダー花嫁、学生などからなる10万人規模の在外ベトナム人コミュニティが存在している。他方ベトナムには、ハノイやホーチミン市を拠点とするビジネスマンがほとんどを占めている、小規模な在外マレーシア人コミュニティがある。

## 歴史

### 初期の接触 (15 – 18世紀)
現代のマレーシアとベトナムに相当する地域の間の最も古い外交関係は、1469年にさかのぼる。ベトナムの黎朝の兵士たちが、朝貢のため明に向かうマラッカ王国の使節団を捕らえてその一部を殺害する一方、生き残った者たちを去勢して宦官とした。この事件の間、トンキン（ベトナム北部）はマラッカ王国征服の意志を示しており、1481年に使節団を通じて明の皇帝にこの意志を伝えた。明の皇帝はマラッカ王国に対して、似たような攻撃が発生することに備えて兵士を増員するよう命じた。中国の文献によれば、ベトナムは、ラーンサーン王朝の侵略の期間において、マラッカ王国から敗北を喫した。マレー語の歴史書においても、1471年にベトナムがチャンパ王国に侵攻したチャム・ベトナム戦争 時にチャム族の王子が自分の部下を連れてマラッカで小さなチャム族の植民地を形成し、1590年代にはジョホールに対して他の地域からの侵略を防ぐべく、ジョホールの軍事支援のために部隊を展開したことが記されている。17世紀中頃、チャンパ王国の傘下にあったパンドゥランガとクランタンの間は、ベトナム側よりクランタンに対しマレー文化とイスラームを学ぶための外交使節団派遣が長期間にわたって行われたことから、密接な外交的結びつきを醸成していった。ポーロメ王 (Po Rome) とその息子ポーサウト王 (Po Saut) 以降の歴代の国王は、17世紀から18世紀にかけて、クランタンからのマレー・ムスリムによる使節団を定期的に受け入れていた。

### 英領マラヤ (18世紀から20世紀中頃まで)
ペナン島が18世紀末にイギリスの港湾拠点として整備されてから間もなく、ベトナムのジャンク船がフエにいたベトナムの皇帝の指示により、貿易のためこの港町を訪れ始めた。1790年代後半という早い時期の記録には、阮朝初代皇帝の嘉隆帝の商船がサトウキビを積んでインドに向かう途中、ペナン島に入港したことが記されている。初期の安南からの訪問者は、商人を含んでいた。兵士たちは、ペナンのことを漢越語で檳榔嶼 (Tân Lang dữ) と呼んでいた。1810年の王族の物語では、ベトナムの人びとはペナンを「ペナン島」という意味のCù lao Cauと呼ぶようになった。ベトナムのカトリック教徒は、1840年代から神学を学ぶためペナンにわたった。この中には、著名な著述家であるチュオン・ヴィン・キー (張永記, 英語:Pétrus Ky) が含まれていた。トレンガヌ王国の東部に対しては、ホア族がコーチシナより家禽やコメの貿易のため船で訪れてきた。ホア族の一部はこの地に定住し、現地華人と同化していった。
チャム族ムスリムの指導者であるカティップ・スマ (Katip Suma) はクランタンで教育を受け、明命帝によるチャンパ併合後のベトナムに対するジハードを行うべく帰国した

。
ホー・チ・ミンは、1920年代後半から1930年代前半にかけて南洋共産党、後のマラヤ共産党の結党にあたって鍵となる役割をはたすとともに、1930年4月にジョホールのブロー・カサプで行われたマラヤ共産党結成記念式典への出席を含め、いくつかの機会をとらえて英領マラヤを何度か訪問している。マラヤ共産党に対するホー・チ・ミンの影響は、ベトナム出身のライ・テックの入党と、その後の彼の1934年と1938年の書記長就任という形で現れていた。マラヤ共産党とベトナム共産党の協力と交流は、1940年代後半におけるライ・テックの失脚後、活発化した。マラヤ共産党はこの時期、短期間ながらベトミン に対する閃光弾の輸送を促進した。第二次世界大戦期においては、ベトミンとマラヤ人民抗日軍 (MPAJA) は、マラヤと仏領インドシナへの進駐に抵抗した。マラヤとベトナムの共産党幹部間の密接な結びつきは、その後、1954年のディエンビエンフーの戦いによる共産党の勝利によって築かれた。ベトミンは、マラヤ共産党に対して小規模な物資やコミュニケーションの支援、および訓練を1950年代から1960年代にかけて行った。

### ベトナム難民 (1975年から2005年まで)

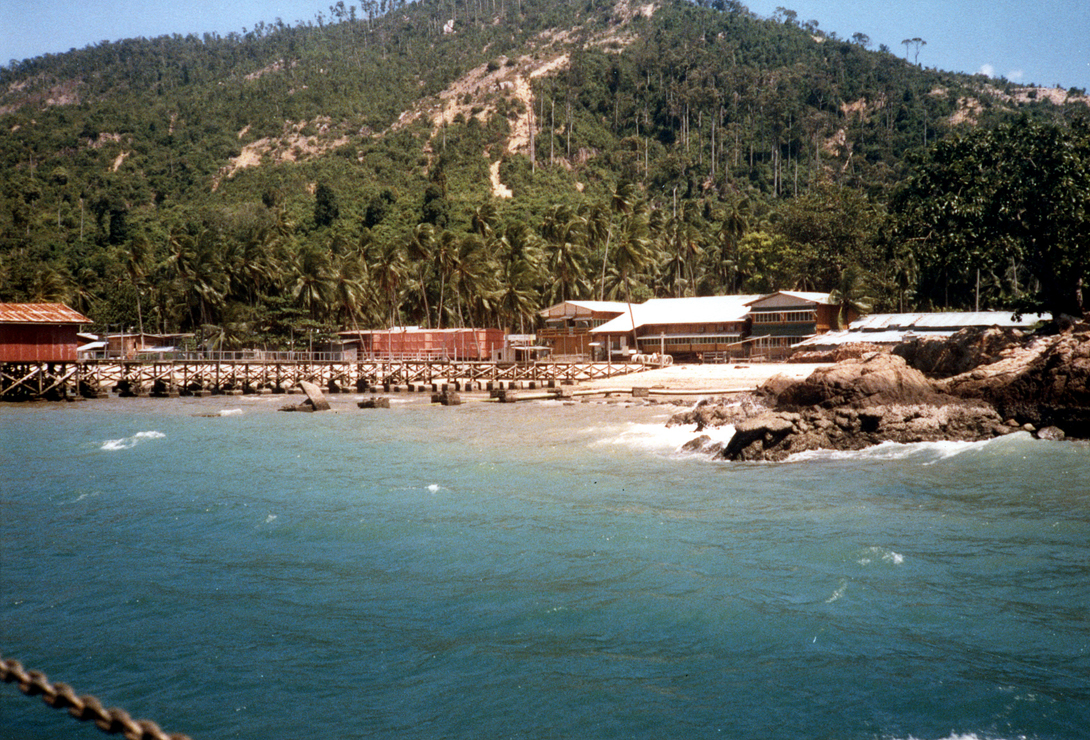
ビドン島の防波堤に位置する難民キャンプ。1985年撮影。最大1万人が収容された。1991年閉鎖

1975年にベトナム戦争は末期を迎えたが、サイゴン陥落直後の同年5月、ボートで脱出した初めてのベトナム人難民が、マレーシアに到着し始めた。初めてマレーシアに到着したボートには、47名が乗っていた。マレーシアに上陸した難民の数は、ベトナム政府が南ベトナムの私有財産の没収政策を実施する1978年時点までは、小規模なものであった。結果として大規模なベトナム人 (そのほとんどが没落した華人であった) が、自国より大挙して脱出した。政府統計によれば、マレーシアが1977年に受け入れた難民は500名であったのに対し、1978年11月時点では1万9,000名となった。マレーシア内務省は1978年、同国に上陸する難民の増加を制限すべく、連邦タスクフォースVIIを設立した。メディアは、難民がマレーシア警察や軍隊によって押し帰される事件を報じている。この対応として難民たちは、マレーシアから入国許可を得るため自分たちのボートを故意に沈めるという手段をとった。
最初のベトナム難民は、トレンガヌ州のビドン島に国連の支援によって1978年8月に設立された。2万5,000名の難民が、すぐにビドン島に居住するようになった。その他の難民キャンプは、テンガ島、ブサール島、コタバル、クアンタン、サラワク州およびサバ州に設置された。クアラルンプールのスンガイ・ブシに一時収容センターが1982年に設立された。ここは、難民が西側諸国で永住を受け入れてもらうべく、マレーシアから国外退去するのを待つための施設であった。1981年から1983年にかけての間、到着するベトナム難民の数は変動したが、その後の1984年から1986年までは大きく減少した。1987年、マレーシアと近隣諸国は、大量のベトナム難民がマレーシアに上陸すべく波のように押し寄せる姿を目にした。1987年6月、ASEANサミットにおいて、難民による国外脱出をベトナム政府が無視していることに対し、加盟国が不満を表明した。
1988年8月、ベトナム難民が戻るよう説得された上で非自発的に本国に送還される協定を、マレーシアとベトナムが結んだ。数名のベトナム政府派遣団が、いくつかの難民キャンプでアウトリーチ会合を開催した。この協定は、1980年から89年の間で自発的な本国帰還を行うため登録された者が40名にも満たなかったため、不成功だと考えられた
。1989年3月14日を最終期限とし、この日よりも以前に上陸した全てのベトナム人は自動的に難民に認定される一方、この日以降にやってきた全ての難民は、難民としての地位を制限するための選別を行うとした。この選別方法は、難民受け入れの意志を示している西側諸国に移送するため、難民の地位を与えるかを決定する調査を、本人が到着時に徹底的に行うというもので、これは1988年6月に国際連合難民高等弁務官事務所 (UNHCR) が制定した。この10カ月間で、9,000名のうち4,000名が西側諸国に移送された。また同時期において、さらに1万1,000名の難民がマレーシアに上陸した。
上陸したベトナム人に対し難民の地位を与えることを制限することになるこの規則の厳密な実施は、自発的本国送還プログラムを選択する一部のベトナム人を刺激した。1989年には、マレーシアにやってきた1,000名から2,000名のベトナム人難民が、本国に帰還した。ベトナムに帰還することを選んだ難民には、UNHCRによって最大１年分の給付金が支給された。1990年代初めにベトナムは経済成長を経験したため、マレーシアに上陸する難民の数は、急激に減少した。マレーシア、ベトナム、そしてUNHCRによる一致協力した問題への取り組みにより、マレーシアにおけるベトナム難民の人口規模を減少させることができ、ビドン島の難民キャンプは1991年11月には閉鎖となった。3,000名のベトナム難民が、自発的帰還プログラムに参加し
、マレーシア国内の難民の数は、1994年までには6,000名まで減少した。マレーシアに上陸したベトナム人のうちマレーシアに残った者のほとんどは、UNHCRによる選別方法を通過できず不法難民に分類された。彼ら／彼女らの多数派は、ベトナムへの帰還を不本意ながらも受け入れることを表明したものの、収容所閉鎖のニュースが伝わった1995年にデモや暴動を引き起こした。スンガイ・ブシの難民収容センターはその後、1996年6月に閉鎖された。最後の難民がベトナムに帰還したのは、2005年であった。

## 外交上の結びつき
マレーシアは、1973年1月のパリ協定調印に従い、同年3月31日にベトナム民主共和国 (北ベトナム) との間で大使レベルでの外交関係を結んだ。1975年、両国の大使の交換に合意した。その後、マレーシアはハノイに、ベトナムはクアラルンプールに大使館を、それぞれ1976年5月29日に開設した。1970年代中盤から後半においては、二国間の緊密な関係を発展させる試みは必ずしも上手くいかなかった。なぜならベトナムは、自身にとっては反共封じ込め政策の一種とも思える東南アジア平和・自由・中立地帯の考え方を抱いてすり寄ってくるマレーシアの主張に対し、不満を抱いていたからである。ベトナムがカンボジアに侵攻すると両国関係はすぐに悪化、マレーシアには1970年代後半から1980年代にかけて難民が流入し、経済問題と国家安全保障問題が発生した。両国間の結びつきは、ベトナムがカンボジアからの撤退計画を公表した1988年以降、一般化した。1990年代初めには、両国の政府首脳が数多くの外交訪問や首脳会談を実施、経済協力や発展を謳った合意が数多く結ばれた。マレーシアが1991年にホーチミン市に領事館を開設したことは、両国間の繋がりを強化するものに見えた。両国は、経済面での緊密な結束を継続して育成したため、ベトナムは1994年に、マレーシアの支援によるASEANへの加盟に関心があることを示した。ベトナムは1995年にASEANに加盟したが、マレーシアはこの加盟を温かく迎え入れた。
1990年代の二国間関係は、貿易・経済協力によって特徴づけられる一方で、他の分野における二国間協力は2000年以降のものであった。ベトナムとマレーシアは2000年、ドラッグの越境取引に対する法執行と公権力による取り締まりに関する二国間協力に合意した。2004年のサミットでは、IT、教育と外交、および一般的な協力関係の分野に関する３件の了解覚書 (MoU) に署名がなされた。2008年に両国軍が共同訓練や軍事産業での協力に参加するMoUに署名したことにより、両国の協力関係は国防の分野にまで拡大した。このMoUでは、ベトナム人漁師がマレーシア領海での違法操業や海賊行為のために侵入することを取り締まる海洋安全保障が強調された。

### 南ベトナムとの関係 (1959年 - 1975年)
マラヤ連邦とベトナム共和国 (南ベトナム) の公的な関係は1959年に確立したが、前年に行われたマレーシアのトゥンク・アブドゥル・ラーマン首相と南ベトナムのゴ・ディン・ジエム大統領による首脳会談に続くものであった。南ベトナム大使館のクアラルンプールへの設置とマレーシア大使館のサイゴンへの設置に関する合意は1960年に結ばれていたが、マラヤ連邦がマレーシアとなる1964年まで、お互い大使館は設置されなかった。共産主義勢力に対するマラヤ危機を経験したことで、ベトナムでの共産党の勝利がドミノ理論によって自国の脅威となることを恐れたマレーシアは、ベトナム戦争において米軍を強く支持した。トゥンク・アブドゥル・ラーマン首相は1966年12月にこうした関係を明らかにするとともに、米英両国に対し、ベトナムでの軍事活動に対する兵站支援を増加するよう求めた。マレーシアは、南ベトナムの警察や軍隊の官吏に対し、その能力拡大を支援するため、行政機関の運営からジャングルでの戦闘まで訓練を施すとともに、バイクを提供した。1975年のベトナム戦争終結に向けて、マレーシアは二段階をへてサイゴンの大使館を閉鎖した。すなわち第一段階は、1975年4月21日に大使館関係者を帰還させ、次に16日後の28日に完全閉鎖した。これは、30日のサイゴン陥落の2日前であった。1975年5月に組織され短命に終わった南ベトナム共和国に対し、マレーシアは相手の政治的イデオロギーや社会制度に対して公明正大であるという立場を表して、誕生後数日以内に承認した。

## 大使館
在ハノイ・マレーシア大使館は、2004年以来ディエンビエンフー通り43-45にある。マレーシアはまた、1991年にホーチミン市に公使館を開設、１年後に権限を拡大して領事館に格上げして現在に至っている。他方ハノイのマレーシア大使館は、1976年以来２回移転している。
- トン・ニャット・ホテル (後のソフィテル・レジェンド・メトロポール・ハノイ) 、1976–1983年
- ヴァン・フック外交地区、1983–1984年
- フォーチュナ・ホテル・ハノイ、1984–2004年[42]

在クアラルンプール・ベトナム大使館は、ストノル通り4に1976年に開設、途中で当時の南ベトナム大使館と合併した。ベトナム大使館は2000年代に、労働問題と国防問題を扱う事務所をクアラルンプールのふたつの場所に分けて設置した。2013年2月、ベトナム大使館は0.69ヘクタール (2エーカー) の土地を大使館建設と移転のため、プトラジャヤの第15地区に購入した。

## 外交使節

### 駐マレーシアベトナム大使
駐マレーシア南ベトナム大使
1. ファム・カク・ラウ（中国語版）（シンガポール常駐、1957～1958年、臨時代理公使）
  - （臨時代理公使）タン・バン・チー（中国語版）（シンガポール常駐、1958～1959年）
  - （臨時代理公使）チャン・キム・フオン（英語版、中国語版）（シンガポール常駐、1959～1960年）
  - （臨時代理大使）チャン・キム・フオン（シンガポール常駐、1960～1964年）
2. チャン・キム・フオン（1964～1967年）
3. グエン・ドゥイ・クアン（ベトナム語版、中国語版）（1967～1973年、信任状捧呈は1967年7月20日[56]）
  - （臨時代理大使）ヴー・キン・ルアン（1973～1975年）[57]

## 経済と貿易

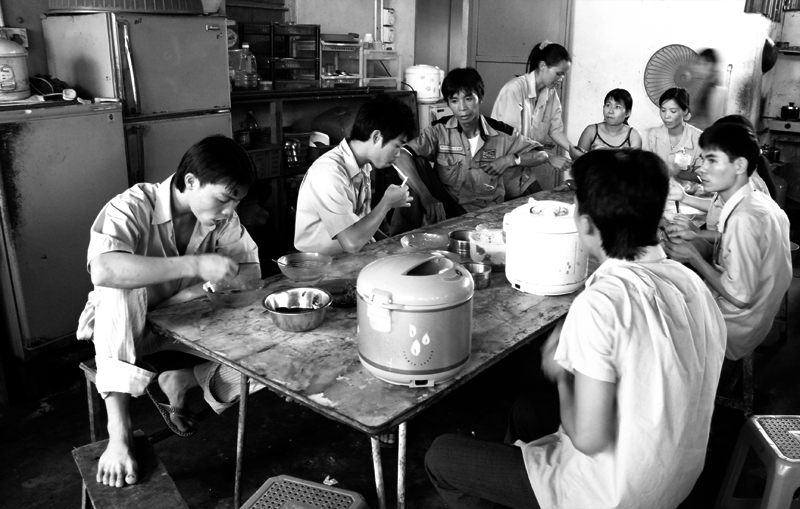
マレーシアのペラ州タイピンで働くベトナム人工場労働者が寮で昼食をとる様子

マレーシアとベトナムの二国間貿易は、1975年のベトナム戦争終結時には220万米ドルであった。戦後最初の３年間は、マレーシアはベトナムのアブラヤシ産業とゴム産業に対する経済的・技術的支援を提案した。マレーシアは亜鉛をベトナムに輸出する一方、マレーシアはベトナムから輸入する契約を結んだ。これら初期の協力や提案はその後、1979年のベトナムによるカンボジア侵攻によって潰えた。経済協力は、1988年より徐々にではあるが再開し、同年の二国間貿易は5,000万ドルとなった。二国間貿易は、1990年は1億4,000万ドル、1991年には2億3,500万ドルに増加していった。この頃マレーシア人ビジネスマンたちは、観光産業振興のためホーチミン市からほど近いバリア＝ブンタウ省のブンタウにホテルを開業、営業を始めた。1992年の二カ国首脳会談では、油田とガス田の共同探索の計画に合意した。ベトナムは、南シナ海に相当数の油田を有している。
二国間の結びつきは、マレーシア国立銀行やマレーシア投資開発庁、ペトロナスを含めた最初のマレーシアの法定機関と国有企業によって向上がみられた。また、ベトナムは銀行部門発展のためマレーシアからの支援を求めていた。マレーシアのパブリック銀行は、1993年から94年にかけてハノイとホーチミン市に支店を開設するため、VID銀行 (後のBIDV銀行) とともにジョイント・ベンチャー企業を立ち上げた。1994年までに、マレーシアはASEANで二番目のベトナムへの投資国となった。ベトナムからマレーシアへの輸出品は多様であり、主にコメ、ゴム、油料種子、機械によって構成されている一方、マレーシアは機械、設備、化学製品を輸出しているが、これらは主にマレーシアによるベトナムへの経済的支援に基づくものであった。マレーシア人ビジネスマンは、1994年ダナンで始まったアンドン輸出加工ゾーンの発展に責任を負った。1994年のアジア太平洋経済協力の会合において、マレーシアのマハティール・ビン・モハマド首相は、食品分野においてマレーシアは完全に自給する必要はないという考えを表明するとともに、両国の経済的結びつき強化の手段としてベトナムからの食品調達に関心があることを示した。2年後、マレーシア製の自動車プロトン・ウィラは、初めてベトナムで販売された。
1996年の両国の合同委員会会議により、90年代後半にマレーシア人の熟練工と半熟練工のベトナム入国、就労を認めた。2002年と2003年の間には、製造業拡大のためベトナム人労働者によるマレーシア入国の最初の波が訪れた。2003年までに、6万7,000名のベトナム人労働者がマレーシアにいた。両国はMoUを結び、非熟練工は英語やマレー語に一定の読解力がある者を除き、雇用が制限されることとなった。労働許可を持つベトナム人労働者数は、2011年までには8-9万人にわずかながら増加した。ベトナム人労働者の存在は後に、建設、家事、農業、サービスといった各部門に拡大していった。一部のベトナム人労働者は中華料理店にウェイターとしての職を見つけており、中国語を十分に学んだ
。

## 社会開発
相当数のマレーシア人男性が、外国人女性と結婚している。マレーシア政府移民局の統計によれば、その三分の一がベトナム人である。このような結婚の項目が初めて統計上に表れたのは1990年代であったが、2000年代においては特に年配のマレーシア華人男性の間では一般的となった。地方巡回とプロファイリングに基づき、花婿候補がベトナム人花嫁を選べる結婚斡旋産業が発展、繁盛している。このような結婚を行うマレーシア人は、地元マレーシア人配偶者のキャリア志向が強いため結婚が難しく、またマレーシア華人とベトナム人の類似性が、ベトナム人妻を求める主要な動因となっていることを証明している。このような結婚は、言語障壁、ベトナム人妻がマレーシア人の夫を見捨てて異民族間に生まれたの子供を連れて帰国する事例、恐喝といった、相当の問題に直面している。華人コミュニティのリーダーであるマレーシア華人協会のマイケル・チョンは、ベトナム人花嫁が逃げ出すカギとなる理由は、マレーシアでの生活と社会に馴染めないことであり、彼女たちの多くは自国の貧困から抜け出すために結婚した、と発言した。
マレーシアにはほぼ10万人のベトナム国民がいるが、ほとんどが工業ハブ地域のマレーシア半島部のペナン、ヌグリ・スンビラン州 、セランゴール州、ジョホール州に集中している。ベトナム人移民労働者はときおり雇用主によって酷使されるとともに、狭いドミトリーに押し込められたり、給与を搾取されたり、職場での身体的虐待に直面している。強盗、レイプ、殺人、売春などマレーシアで発生する犯罪のうち、相当な数がベトナム人コミュニティのせいにされている。マレーシアの元警察庁長官であるムーサ・ハッサンは、2008年にマレーシア警察はベトナム人コミュニティがかかわった200件以上の犯罪を取り扱ったと発言した。ベトナム人女性の場合は売春が一般的で、マレーシア人男性の顧客にとって彼女たちの身体は魅力的であり、また良きホスピタリティによる実践に人気がある。伝えられているところによれば、一部のベトナム人売春婦は、職を得るために不正な学生ビザ取得やローカル男性との偽装結婚といった手段を用いる者もいるが、多くは不道徳なエージェントから、マレーシアでウェイトレスや工場労働者として働けるとの約束に騙され、無理やり売春宿で働かされている。

### 文献目録
- Boyce, Peter John (1968). Malaysia and Singapore in international diplomacy: Documents and commentaries. Sydney University Press
- Drachkovitch, Milorad M (1977). Yearbook on International Communist Affairs. Hoover Institution Press
- Drachkovitch, Milorad M (1978). Yearbook on International Communist Affairs. Hoover Institution Press
- Gordon, Alijah (2001). The Propagation of Islām in the Indonesian-Malay Archipelago. Malaysian Sociological Research Institute. ISBN 983-99866-2-7
- Harper, Timothy Norman (2001). The End of Empire and the Making of Malaya. Cambridge University Press. ISBN 0-521-00465-9
- Lamb, Alistair (1970). The mandarin road to old Hué: narratives of Anglo-Vietnamese diplomacy from the 17th century to the eve of the French conquest. Chatto & Windus
- Lau, Albert (2012). Southeast Asia and the Cold War. Routledge. ISBN 1-136-29988-2
- Ramsay, Jacob (2008). Mandarins and Martyrs: The Church and the Nguyen Dynasty in Early Nineteenth-century Vietnam. Stanford University Press. ISBN 0-8047-7954-6
- Royal Asiatic Society of Great Britain and Ireland. Malaysian Branch (2001). Journal of the Malaysian Branch of the Royal Asiatic Society, Volume 74, Issue 2. The Branch. "Other reports condemned Annamese alleged violation of an Asian "diplomatic protocol" as they killed and enslaved several Southeast Asian envoys who carried tributary missions to China in 1469. Older members of the mission were all killed while younger members were castrated and sold into slavery"
- Royal Asiatic Society of Great Britain and Ireland. Straits Branch, Reinhold Rost (1887). Miscellaneous papers relating to Indo-China: reprinted for the Straits Branch of the Royal Asiatic Society from Dalrymple's "Oriental Repertory," and the "Asiatic Researches" and "Journal" of the Asiatic Society of Bengal, Volume 1. LONDON: Trübner & Co.. p. 251 2011年1月9日閲覧. ""In the year 1474 the censor Ch'en Chun went to Champa with an imperial commission to invest the king there, but on his arrival, he found the country occupied by Annamese soldiers, so that he could not enter it; he then went to Malacca, with the goods he had brought, and ordered its king to send tribute; when, subsequently, his envoys arrived at the capital, the emperor was much pleased, and issued a decree in which they were praised........report that the envoys of their country, who had returned from China in 1469. had been driven by a storm on the coast of Annam, where many of their people were killed; the rest had been made slaves, and the younger ones had further undergone castration. They also told that the Annamese now occupied Champa, and that they wanted to conquer their country too, but that Malacca, remembering that they all were subjects of the emperor, hitherto had abstained from reciprocating these hostilities. "At the same time the envoys with the tribute of Annam arrived also, and the envoys of Malacca requested permission to argue the question with them before the court, but the Board of War submitted that the affair was already old, and that it was of no use to investigate it any more. When therefore the envoys of Annam returned, the emperor gave them a letter in which their king was reproved, and Malacca received instructions to raise soldiers and resist by force, whenever it was attacked by Annam."
- Sidel, Mark (2008). MLaw and Society in Vietnam. Cambridge University Press. ISBN 1-139-46960-6
- Tan, Chee Beng (2002). Chinese Minority in a Malay State: The Case of Terengganu in Malaysia. Eastern Universities Press. ISBN 981-210-188-8. "... from Annam coming to Terengganu to sell pigs and rice. A prominent Hokkien leader whom I interviewed in Kuala Terengganu in June 1987, informed me that there are a few families in Kuala Terengganu whose forebears came from Annam, and last time these Chinese wore "Annamese dress"."
- Tsai, Shih-shan Henry (1996). The eunuchs in the Ming dynasty (illustrated ed.). SUNY Press. p. 15. ISBN 0-7914-2687-4 2010年6月28日閲覧. "Other reports condemned Annamese alleged violation of an Asian "diplomatic protocol" as they killed and enslaved several Southeast Asian envoys who carried tributary missions to China in 1469. Older members of the mission were all killed while younger members were castrated and sold into slavery"
- Wong, Danny Tze-Ken (1995). Vietnam-Malaysia: relations during the cold war, 1945–1990. University of Malaya Press. ISBN 967-9940-81-0
- Woodside, Alexander (1996). Vietnam and the Chinese Model: A Comparative Study of Vietnamese and Chinese Government in the First Half of the Nineteenth Century. Harvard Univ Asia Center. ISBN 0-674-93721-X
- Van der Kroef, Justus Maria (1980). Communism in South-east Asia. University of California Press. ISBN 0-520-04118-6